# Tom Alte
Tom-Niclas Alte (* 27. Januar 1995 in Karlsruhe) ist ein deutscher Basketballspieler. Der 2,07 Meter große Innenspieler gehört seit Sommer 2025 zum Aufgebot der BG Leitershofen/Stadtbergen.

## Spielerlaufbahn
Alte lernte das Basketballspielen in der Turnerschaft Durlach, nachdem er zuvor beim ASV Durlach Fußball gespielt hatte. Die nächsten Stationen seiner Basketball-Karriere waren der SSC Karlsruhe und der KIT SC. 2013 wechselte Alte zum TV Langen ans Basketball-Teilzeit-Internat und kam für die „Giraffen“ in der drittklassigen 2. Bundesliga ProB sowie in der Nachwuchs Basketball Bundesliga zum Einsatz. Nach seiner zweiten Saison in Langen wurde er vom Basketball-Portal eurobasket.com als derjenige ProB-Akteur ausgezeichnet, der im Verlaufe der Spielzeit 2014/15 die beste Entwicklung genommen hat. 2015 unterschrieb Alte bei Ratiopharm Ulm. Neben sechs Kurzeinsätzen in der Basketball-Bundesliga kam er überwiegend in der ProB in der Ulmer Nachwuchsmannschaft Weißenhorn Youngstars zum Zuge. Im Juli 2016 erhielt er vom Bundesligisten Basketball Löwen Braunschweig einen Zweijahresvertrag. Im September 2016 teilte der Braunschweiger Verein mit, dass bei Alte im Rahmen von medizinischen Untersuchungen eine Schambeinentzündung festgestellt wurde. Deshalb ruhte der Vertrag zunächst. Er stand bis zum Ende des Spieljahres 2017/18 für die Braunschweiger in 24 Bundesliga-Spielen auf dem Feld, blieb aber Ergänzungsspieler, während er bei den Herzögen Wolfenbüttel, dem Partnerverein der Basketball Löwen, ein Leistungsträger in der 2. Bundesliga ProB war, was er insbesondere während der Saison 2017/18 unter Beweis stellte, als er im Durchschnitt 12,4 Punkte sowie acht Rebounds je Begegnung erzielte.
Im Juli 2018 wurde Alte von ProA-Neuling Rostock Seawolves verpflichtet und wurde Leistungsträger der Mecklenburger, für die er im Spieljahr 2018/19 pro Begegnung im Schnitt 8,8 Punkte erzielte. Nach zwei Jahren bei den Mecklenburgern nahm er im Sommer 2020 ein Angebot aus Ostwestfalen an und ging zu den Uni Baskets Paderborn. 2021 ging er nach Karlsruhe zurück und wechselte zum Zweitligisten PS Karlsruhe.
Im Sommer 2022 wurde Alte vom Zweitligisten VfL SparkassenStars Bochum verpflichtet. 2024 stieg er mit der Mannschaft sportlich ab, Bochum blieb jedoch als Nachrücker in der Liga. Im Juli 2025 vermeldete Drittligist BG Leitershofen/Stadtbergen Altes Verpflichtung.

### Nationalmannschaft
Alte absolvierte in der Altersstufe U20 Länderspiele für die deutsche Nationalmannschaft.